# 小笠原茉由
小笠原茉由（日语：小笠原 茉由，1994年4月11日—）是日本前女藝人，為女子偶像團體AKB48 Team A前成員，大阪府枚方市出身，前所屬經紀公司為Showtitle。2010年以AKB48姊妹團體NMB48一期生身分出道，為NMB48創團成員之一；2014年的「AKB48集團大組閣祭」後移籍至AKB48，2016年12月24日自AKB48畢業，2018年底自演藝圈引退。
暱稱「Maachun」（まーちゅん）的小笠原在NMB48及整個AKB48集團眾多成員中，向來以出色的口才與綜藝表現聞名，擁有參加R-1搞笑大賽進入到第三輪複賽的實績，因此在NMB48時期，經常在該團的節目或活動中擔任主持人的角色；移籍至AKB48後，則成為團內的「綜藝班」成員之一，常代表AKB48參與電視節目。

## 經歷
2010年
- 9月20日，報名參加『NMB48一期生徵選會』，合格（參加總數7,256名、最終合格者26名）。
- 10月9日，於AKB48的演唱會『東京秋祭』中和其他的25名合格者一同首次登場，NMB48正式出道。
- 10月16日，在LIVE STAND 2010 OSAKAの吉本新喜劇中，與NMB48的成員山本彩以及渡邊美優紀一起參與演出。
- 10月17日，參加了SKE48於神戶國際會館舉辦的演唱會『SKE48 コンサート「汗の量はハンパじゃない」』的最後一日的演出。並且和SKE48的成員們一同演唱了「馬路須加學園頂尖藍調」。
- 12月18日，在當日於大阪京瓷巨蛋舉辦的『AKB48 Beginner【通常盤】全國握手會活動「AKB48祭典」 powered by ネ申電視』中、以NMB48第1期研究生25名成員之一的身分、進行了驚喜的突擊現場演出，並且演唱了《想見你》以及披露《NMB48》[5]。

2011年
- 1月1日，於大阪市難波的NMB劇場落成，『NMB48 研究生 1st Stage「為了誰」』公演開始、並且以選拔成員16人之中的一人的身分劇場出道。
- 3月10日，Team N結成、並在NMB48第一期研究生25名之中選出了16名做為N組的成員、小笠原亦是其中一員。
- 6月18日，參加了被稱為台灣的葛萊美獎的音樂祭典「第22回金曲獎」的演出。是由AKB48的5名、SKE48的5名以及NMB48的6名組成的特別隊伍。而NMB48選出的成員為山本彩、渡邊美優紀、山田菜菜，小笠原茉由、吉田朱里、近藤里奈這幾位成員、並且成功的在海外首次演出。
- 12月8日，《AKB0048》的声優選抜中沒被選中，但留在第1次審査通過者30人中[6]。

2012年
- 1月13日，R-1大賽2012中以「小笠原茉由」名義出場，2月22日舉行的第3回戰敗退（NMB48的其他成員岸野里香在第2回戰敗退）[7]。在3回戰敗退後被搞笑藝人田村憲司（日语：たむらけんじ）評價「獨立出道吧」[8]。
- 5月至6月舉行的『AKB48第27張單曲選拔總選舉』中得到5,919票並獲得第60名，選為Future Girls[9]。AKB48名義單曲是初次選抜。
- 7月25日，「短劇王2012」中與岸野里香組成「カルビ&ロース」的搭檔組成出場在1回戰敗退。
- 11月25日，在大阪市舉行大阪馬拉松2012中作慈善支持者參加。
- 12月28日，參加R-1大賽2013・1回戰出場。進入2回戰。

2013年
- 1月14日，參加R-1大賽2回戰出場。1月21日舉行的3回戰敗退。
- 4月11日，舉辦19歳的生日慶祝活動企畫。為了呼應小笠原的劇場自我介紹詞，特別與鐵路公司合作包租下自關西機場出發到難波的南海電氣鐵道機場特快車「Rapi:t號」的2輛車廂，命名為「小笠原特急 帶領大家一起朝向夢想的世界～Maachuun」（小笠原特急 みなさんを夢の世界へおつれしま〜ちゅん）之旅。在活動中小笠原特別與小谷里步、近藤里奈等NMB成員一同穿上鐵路公司的制服打扮成車掌等角色，與參與的民眾互動[10][11]。

2014年
- 2月24日，於Zepp DiverCity Tokyo（日语：Zepp）舉辦的「AKB48集團大組閣祭」中被宣布移籍至AKB48 Team B[12]。

2015年
- 3月26日，於埼玉超級競技場舉辦的「AKB48春季單獨演唱會～次期總現正修行中！～」演唱會上宣布新的成員人事異動中，所屬隊伍由Team B轉移至Team A[13]。

2016
- 10月14日，在當天的Team A 劇場公演上宣布將從AKB48畢業，並預定在年底前結束在AKB48團內的活動，但畢業後仍會繼續從事演藝工作[14][15]。
- 12月22日，舉辦畢業公演[16]。
- 12月24日，參加最後一場握手會後畢業[16]。

2021年，與一般男性結婚。

## 人物
- 認為自己是一個非常My pace（自我步調）的人[18]。
- 排行老二，有一個姊姊和一個妹妹[19]。
- 非常喜歡動畫、其中最喜歡的動畫為『光之美少女系列』之中的《Yes! 光之美少女5 GoGo!》[20]、也很喜歡蠟筆小新。順便一提，非常會模仿『海螺小姐』裡的角色穴子、並曾經在AKBINGO!中展現過這項技能。
- 很喜歡絲帶，並收集了許多有綁上絲帶的小東西，就連平常的私服也幾乎是有絲帶的類型[21]。
- 十分不擅長應付蟲蟲以及小狗，因此於夏天之時身上都會攜帶除蟲噴霧。
- 在部落格上時常使用「(-゜3 ゜)ノ」這樣子的顏文字。另外也會使用很多自創的詞語[22]。
- 參加NMB48徵選的契機為「參加了AKB48的活動的時候，看到給予粉絲們快樂的她們的姿態，覺得非常憧憬、於是就去參加徵選了」[23]。
- 於成員之間所調查的問券「唱歌最拿手的成員？」：第三名。原因之一為「因為她的聲音太可愛了～所以就選擇了她」[24]。
- 劇場公演曲中最喜歡的曲目為「為了誰」這首公演的標題曲。「於初日的公演中，站在舞台上并唱著這首歌時，周遭各式各樣的景色進入腦中，腦中便閃過了無數的心情，於是便開始大哭了起來」[25]。
- 於成員中所進行的投票「最像御宅族排行榜」，以17票的高票堂堂成為了第一名。理由為時常一邊說著動畫的台詞一邊進行神似的模仿。但是、本人卻表示對這樣的結果感到相當意外[26]。
- 善於人物模仿，尤其是AKB48家族的人氣成員，從高橋南、渡邊麻友等早期成員，到較晚出道的山田菜菜、島崎遙香等都曾被模仿過。
- 由於祖父母的影響，而喜歡上了演歌。[27]

### AKB48與NMB48相關
- 在NMB48與AKB48劇場中使用的Catch phrase皆是「從難波發車的小笠原特快車，要將大家載往夢的世界～[註 3]，我要上車（觀眾一起喊）。謝謝，我是○○歲暱稱的小笠原茉由」（なんば発、小笠原特急 みなさんを夢の世界へお連れしまーちゅん（乗車しまーす！）ありがとうございます。○歳のまーちゅんこと小笠原茉由です」）[28]。
- 與NMB48的成員關係良好。尤其特別是交情很好的成員是山本彩，稱山本彩為「彩姊」並在她周圍繞來繞去[19]。另外與已畢業的小谷里步交情深厚，兩人並組成這個非官方組合（日文發音為：CuPoPo）[29][30]。
- 成員中無論誰都喜歡，認為可愛的是近藤里奈，如果選擇女朋友是上西惠[31]。
- 在AKB48家族內的憧憬人物是渡邊麻友[18]。
- 與其他成員相比，擁有著相當容易出汗的體質。
- 在《有吉AKB共和國》裡披露擁有「只要摸過成員的胸部，便能知道對方的罩杯尺寸」的能力。

## 參與歌曲
- 標註有「★」符號者表示該首歌曲有拍攝MV。

### 單曲CD
AKB48名義
|           | 發行日期       | 單曲名稱           | 參與歌曲名稱           | 名義                | 收錄於        | MV | 備註 |
| --------- | -------------- | ------------------ | ---------------------- | ------------------- | ------------- | -- | ---- |
| NMB48時期 |                |                    |                        |                     |               |    |      |
| 27th      | 2012年08月29日 | 格子花紋           | Show fight!            | Future Girls        | Type-B        | ★  |      |
| 29th      | 2012年12月05日 | 永遠的壓力         | HA!                    | NMB48               | Type-B        | ★  |      |
| 32nd      | 2013年08月21日 | 戀愛的幸運餅乾     | 猜想的橘子果醬         | Future Girls        | Type-K        | ★  |      |
| 34th      | 2013年12月11日 | 倘若在梧桐樹什麼的 | 遇見你之後我變了       | NMB48               | Type-N        | ★  |      |
| 35th      | 2014年02月26日 | 勇往直前           | KONJO                  | Talking Chimpanzees | Type-C        | ★  |      |
| AKB48時期 |                |                    |                        |                     |               |    |      |
| 36th      | 2014年05月21日 | 拉布拉多獵犬       | B花園                  | Team B              | Type-B        | ★  |      |
| 37th      | 2014年08月27日 | 心意告示牌         | 直到口香糖沒了味道為止 | Upcoming Girls      | Type-C        | ★  |      |
| 38th      | 2014年11月26日 | 希望無限           | 我想歌唱               | 嘉德麗亞蘭組        | Type-C        | ★  |      |
| 38th      | 2014年11月26日 | 希望無限           | 寂寞俱樂部             | Team B              | Type-C        |    |      |
| 42nd      | 2015年12月09日 | 紅唇Be My Baby     | 溫柔的place            | Team A              | Type-A        | ★  |      |
| 43rd      | 2016年03月09日 | 你就是旋律         | 獻給M.T.               | Team A              | 劇場盤        |    |      |
| 44th      | 2016年06月01日 | 不需要翅膀         | Set me free            | Team A              | Type-A Type-B | ★  |      |

NMB48名義
|           | 發行日期       | 單曲名稱             | 參與歌曲名稱         | 名義      | 收錄於        | MV | 備註                        |
| --------- | -------------- | -------------------- | -------------------- | --------- | ------------- | -- | --------------------------- |
| 01st      | 2011年07月20日 | 絕滅黑髮少女         | 絕滅黑髮少女         |           | 全版本        | ★  | A面曲 出道作品 首次進入選拔 |
| 01st      | 2011年07月20日 | 絕滅黑髮少女         | 青春的單圈時間       |           | Type-A Type-B |    |                             |
| 01st      | 2011年07月20日 | 絕滅黑髮少女         | 我輸了的夏天         | 白組      | Type-A 劇場盤 | ★  |                             |
| 01st      | 2011年07月20日 | 絕滅黑髮少女         | 三日月的背影         |           | 劇場盤        |    |                             |
| 02nd      | 2011年10月19日 | Oh My God!           | Oh My God!           |           | 全版本        | ★  | A面曲                       |
| 02nd      | 2011年10月19日 | Oh My God!           | 我在等待             |           | 除劇場盤      |    |                             |
| 02nd      | 2011年10月19日 | Oh My God!           | 結晶                 | 白組      | Type-A 劇場盤 | ★  |                             |
| 02nd      | 2011年10月19日 | Oh My God!           | 謊言的天秤           | NMB Seven | Type-C        |    |                             |
| 03rd      | 2012年02月08日 | 純情U-19             | 純情U-19             |           | 全版本        | ★  | A面曲                       |
| 03rd      | 2012年02月08日 | 純情U-19             | 努力的水滴           | 白組      | Type-A 劇場盤 | ★  |                             |
| 03rd      | 2012年02月08日 | 純情U-19             | 戀愛的速度           | NMB Seven | Type-C        |    |                             |
| 04th      | 2012年05月09日 | 海岸邊最可愛的女孩！ | 海岸邊最可愛的女孩！ |           | 全版本        | ★  | A面曲                       |
| 04th      | 2012年05月09日 | 海岸邊最可愛的女孩！ | 如果我再大膽一點     | 紅組      | Type-B 劇場盤 | ★  | 劇場盤為純音樂              |
| 04th      | 2012年05月09日 | 海岸邊最可愛的女孩！ | 初戀的方向和PLAYBALL | NMB Seven | Type-C 劇場盤 |    |                             |
| 05th      | 2012年08月08日 | Virginity            | Virginity            |           | 全版本        | ★  | A面曲                       |
| 05th      | 2012年08月08日 | Virginity            | 妄想女朋友           |           | 除劇場盤      | ★  |                             |
| 05th      | 2012年08月08日 | Virginity            | 其實並不存在         | 紅組      | Type-B 劇場盤 | ★  |                             |
| 06th      | 2012年11月07日 | 北川謙二             | 北川謙二             |           | 全版本        | ★  | A面曲                       |
| 06th      | 2012年11月07日 | 北川謙二             | In-goal              |           | 除劇場盤      |    |                             |
| 06th      | 2012年11月07日 | 北川謙二             | 星空的商隊           | 白組      | Type-A 劇場盤 | ★  |                             |
| 07th      | 2013年06月19日 | 我們的發現           | 我們的發現           |           | 全版本        | ★  | A面曲                       |
| 07th      | 2013年06月19日 | 我們的發現           | 如觸不到卻碰得到     |           | 除劇場盤      |    |                             |
| 07th      | 2013年06月19日 | 我們的發現           | 臼齒                 | 白組      | Type-A 劇場盤 | ★  |                             |
| 08th      | 2013年10月02日 | 大蔥鴨們             | 大蔥鴨們             |           | 全版本        | ★  | A面曲                       |
| 09th      | 2014年03月26日 | 高山上的蘋果         | 高山上的蘋果         |           | 全版本        | ★  | A面曲                       |
| AKB48時期 |                |                      |                      |           |               |    |                             |
| 13th      | 2015年10月07日 | Must be now          | 我们就是             | 我们      | 劇場盤        |    |                             |

### 專輯CD
AKB48名義
|           | 發行日期       | 專輯名稱                     | 參與歌曲名稱      | 名義                    | 收錄於          | 備註 |
| --------- | -------------- | ---------------------------- | ----------------- | ----------------------- | --------------- | ---- |
| NMB48時期 |                |                              |                   |                         |                 |      |
| 03rd      | 2011年06月08日 | 就是在這裡                   | 就是在這裡        | AKB48+SKE48+SDN48+NMB48 | 全版本          |      |
| 04th      | 2012年08月15日 | 1830m                        | 藍天 不會寂寞嗎？ | AKB48+SKE48+NMB48+HKT48 | 全版本          |      |
| AKB48時期 |                |                              |                   |                         |                 |      |
| 06th      | 2015年01月21日 | 這裡是羅德斯島、在這裡跳吧！ | To go             | Team B                  | Type-B          |      |
| 06th      | 2015年01月21日 | 這裡是羅德斯島、在這裡跳吧！ | 繼續活下去        |                         | Type-B          |      |
| 07th      | 2015年11月18日 | 0與1之間                     | Clap              | Team A                  | MILLION SINGLES |      |

NMB48名義
|      | 發行日期       | 專輯名稱       | 參與歌曲名稱   | 名義          | 收錄於        | 備註 |
| ---- | -------------- | -------------- | -------------- | ------------- | ------------- | ---- |
| 01st | 2013年02月27日 | 尖端頂點之上！ | 尖端頂點之上！ | NMB48全員參加 | 全版本        |      |
| 01st | 2013年02月27日 | 尖端頂點之上！ | 12月31日       |               | 全版本        |      |
| 01st | 2013年02月27日 | 尖端頂點之上！ | Lily           | Team N        | Type-N 劇場盤 |      |

### 劇場公演分組曲
| NMB48時期                          |                    |                                    |
| 研究生時期                         |                    |                                    |
| NMB48 1期生「為了誰」公演          | 海市蜃樓！         |                                    |
| NMB48 1期生「為了誰」公演          | 制服真礙事         |                                    |
| NMB48 1期生「為了誰」公演          | Bird               | 山本彩的代演                       |
| Team N時期                         |                    |                                    |
| Team N 1st Stage「為了誰」公演     | Bird               | 山本彩的代演                       |
| Team N 1st Stage「為了誰」公演     | 海市蜃樓           |                                    |
| Team N 1st Stage「為了誰」公演     | 制服真礙事         |                                    |
| Team N 2nd Stage「青春女孩」公演   | Blue rose          |                                    |
| Team N 2nd Stage「青春女孩」公演   | 放浪之夏           |                                    |
| Team N 1st Stage「為了誰」復活公演 | 海市蜃樓           |                                    |
| Team N 1st Stage「為了誰」復活公演 | 制服真礙事         |                                    |
| Team N 3rd Stage「天使在這裡」公演 | 無論多少次都要命中 | Center                             |
| Team N 3rd Stage「天使在這裡」公演 | 第一顆星星         |                                    |
| Team N 3rd Stage「天使在這裡」公演 | 即使100年前        |                                    |
| AKB48時期                          |                    |                                    |
| 倉持Team B時期                     |                    |                                    |
| Team B 6th Stage「睡衣兜風」公演   | 鏡中的聖女貞德     |                                    |
| 横山Team A時期                     |                    |                                    |
| 春風亭小朝「夏娃是亞當的肋骨」公演 | -                  | 未参加分组曲演出，但表演了南京玉簾 |
| Team A 7th Stage“献给M.T.”公演     | 败家男             |                                    |
| Team A 7th Stage“献给M.T.”公演     | 改变的日程表       | 小嶋陽菜的代演                     |

## 出演

### 電視
- 明星尋找太郎「NMB48プロジェクト」（東京電視台）
- AKBINGO!（2011年2月2日、2013年1月2日 - 、日本電視台）
- docking48（2011年4月19日 - 2013年3月26日、關西電視台）
- 難波撫子（2011年7月12日 - 12月28日、日本電視台）
- 流行♥夢露!（2012年4月23日 - 9月17日、關西電視台）
- NMB48 藝人!（2012年7月3日 - 9月25日、日本電視台）
  - NMB48 藝人!2（2013年4月3日 - 、日本電視台）
- ビーバップ!ハイヒール（2012年7月26日、9月27日、ABC電視台）
- Aruaru YY電視（2012年8月16日、2013年3月19日、TVQ九州放送）
- 地元応援バラエティ このへん!!トラベラー（2012年9月3日、福岡放送）
- Black Million（2013年4月6日 - 、東京電視台）
- NMB和學習君（2013年4月11日 - 、關西電視台）
- 戀愛總選舉（日语：恋愛総選挙）（2014年6月12日－，富士電視台）

### CM
- 魔物獵人3G（2011年11月 - 、CAPCOM） - 德井義實（Tutorial）、與スリムクラブ共演

## 書籍

### 雜誌・新聞連載
- 月刊ENTAME（2012年3月30日 - 2013年3月30日，德間書店） - （與岸野里香共同連載）